# Valerică Găman
Marius Valerică Găman (Băilești, 25 februari 1989) is een Roemeens voetballer die als verdediger speelt.

## Clubcarrière
Găman kwam op jonge leeftijd bij Universitatea Craiova waar hij sinds 2006 ook in het eerste elftal speelde. Tot begin 2011 speelde hij 93 wedstrijden waarin hij 3 doelpunten maakte. Ook speelde hij 16 wedstrijden (3 doelpunten) voor Roemenië onder 21.
Op 31 januari 2011 ketste een transfer naar Vitesse op het laatste moment af, vanwege onduidelijkheden over de transferrechten van Găman. In maart 2011 stapte hij over naar Dinamo Boekarest maar tekende wel een nieuwe verbintenis bij Universitatae vanaf 1 juli. In mei werd de club echter geschorst door de bond en kwamen alle spelerscontracten te vervallen. Găman tekende voor vijf seizoenen bij Astra Giurgiu.

## Erelijst
Astra Giurgiu
- Roemeense beker

2013/14
- Roemeense supercup

2014
1 Pantilimon ·
2 Mățel ·
3 Raț ·
4 Moți ·
5 Hoban ·
6 Chiricheș ·
7 Chipciu ·
8 Pintilii ·
9 Alibec ·
10 Stanciu ·
11 Torje ·
12 Tătărușanu ·
13 Keșerü ·
14 Andone ·
15 Găman ·
16 Filip ·
17 Sânmărtean ·
18 Prepeliță ·
19 Stancu ·
20 Popa ·
21 Grigore ·
22 Săpunaru ·
23 Lung Jr. · 
Coach: Iordănescu